# Хрустевич Олександр Валентинович
Хрусте́вич Олекса́ндр Валенти́нович (1983 , Старокостянтинів, Хмельницька область ) — український баяніст.

## Біографія
Олександр Хрустевич народився в 1983 році в м. Старокостянтинів (Хмельницька область, Україна). Батько — підприємець; він і навчив сина музичній грамоті.
З 6 років (у 1989—1998 роках) Олександр Хрустевич навчався у Старокостянтинівській музичній школі у класі викладача Леоніда Федоровича Реца. Після її закінчення вступив до Хмельницького музичного училища, де в 1998—2001 роках навчався в Олега Миколайовича Голоднюка. В 2001—2006 роках навчався у Національній музичній академії України у класі народного артиста України, професора Бесфамільнова Володимира Володимировича. Під його керівництвом в 2009 році закінчив асистентуру-стажування НМАУ.
З 2006 року працює артистом оркестру Національного заслуженого академічного ансамблю танцю України імені Павла Вірського.
У 2016 році Олександр Хрустевич отримав почесне звання заслуженого артиста України.

## Творчі досягнення
Олександр Хрустевич — лауреат багатьох міжнародних конкурсів. Серед них:
- 2001 — «Golden Accordion», ІІІ премія (США, Нью-Йорк)
- 2003 — «Грай мій баян», І премія (Росія, Ржев)
- 2006 — «Від бароко до джазу», І премія (Польща, Вроцлав)
- 2006 — «Кубок Кривбасу», ІІ премія (Україна, Кривий Ріг)
- 2006 — «AccoHoliday», ІІ премія (Україна, Київ)
- 2009 — «AccoHoliday», І премія (Україна, Київ)

Музикант гастролював містами України, Росії, Польщі, Австрії, Німеччини, Іспанії, Італії, Сербії, США, Бразилії, Нідерландів. Він брав участь у фестивалі «Київські літні музичні вечори», «Нова музична генерація» (Литва, Вільнюс), музичному фестивалі у Ньюпорті, США.
Олександр Хрустевич виступав разом з Боббі Макферріном.